# مورتشك (باقران)
مورتشك (بالفارسية: مورچک) هي مستوطنة تقع في إيران في قسم باقران الريفي. يقدر عدد سكانها بـ 18 نسمة .